# Die Bartholomäusnacht (Mérimée)

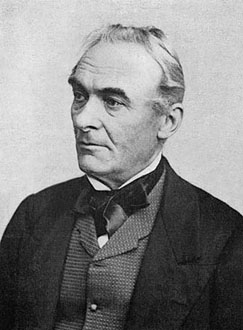
Prosper Mérimée, nach 1850

Die Bartholomäusnacht (französisch Chronique du règne de Charles IX) ist ein historischer Roman des französischen Schriftstellers Prosper Mérimée, der erstmals am 5. März 1829 erschien. Der Roman bietet ein Panorama aus dem Frankreich Karl IX. um die Bartholomäusnacht und die Belagerung von La Rochelle. Schon 1832 brachte der Braunschweiger Vieweg-Verlag eine Übertragung ins Deutsche von Carl von Lützow (1794–1868) heraus.

## Der geschichtliche Hintergrund und Mérimées Quellen
In seinem Vorwort unterscheidet Mérimée während der Hugenottenkriege drei streitende Parteien – die Protestanten (Hugenotten), den König und die Guisen (Papisten). Zu Ende des Romans hebt das katholische Heer die Belagerung von La Rochelle auf. Der vierte Frieden während der Hugenottenkriege wird geschlossen. Die Protestanten werden nach dem Tode des Prinzen von Condé vom Admiral de Coligny angeführt. Häupter der Papisten sind die Herzöge von Guise, Franz von Lothringen und sein ältester Sohn Heinrich. Mérimée empfiehlt von den zeitgenössischen Autoren, die zu seinem Thema schrieben, Monluc, Brantôme, d’Aubigné, Tavannes und La Noue. Unter diesen Quellen bevorzugt er d’Aubignés Werke.

## Handlung

### 1572, vor dem 24. August
Als der junge Landadlige Bernard de Mergy sich im Jahr 1572 zu Pferde erstmals der Hauptstadt Paris nähert, verfügt er über keinerlei Duell-Erfahrung. Der adelige Grünschnabel hat auch noch nicht in irgendeinem Schlachtgetümmel gestanden. Im Wirtshaus „Zum goldenen Löwen“ in der Nähe von Étampes weissagt ihm die Zigeunerin Mila, er werde sein eigenes Blut vergießen. Am nächsten Morgen nach einem Trinkgelage sind Bernards Geldbeutel samt Dukaten und der schöne Fuchs fort.
Bernard, aus protestantischem Hause, soll sich nach dem Willen des Vaters dem nächsten Feldzug Admiral Colignys nach Flandern anschließen. In Paris trifft er nach sieben Jahren seinen älteren Bruder wieder, den Hauptmann George de Mergy. George lacht den Bruder aus, ersetzt ihm das Gestohlene und will ihm das Flandern-Abenteuer ausreden. George erzählt, eines Liebeshandels wegen hatte er die Konfession gewechselt. Im „Gasthaus zum Mohren“ lernt Bernard zwei junge katholische Edelleute kennen. Der Baron von Vaudreuil und der Vicomte von Béville erzählen ihm über das Leben und Treiben bei Hofe. Da sei neuerdings der gefürchtete Raffiné Graf von Comminges in die kapriziöse Hofdame Gräfin Diane de Turgis vernarrt. Der Katholik George nimmt seinen Bruder in die Kirche Saint-Jacques mit. Der Protestant Bernard lässt sich darauf ein, weil die Messe des wortgewandten Paters Lubin von schönen Hofdamen besucht werde. In der Tat bekommt der junge Mann die Gräfin von Turgis an der Seite des berüchtigten Comminges zu Gesicht.

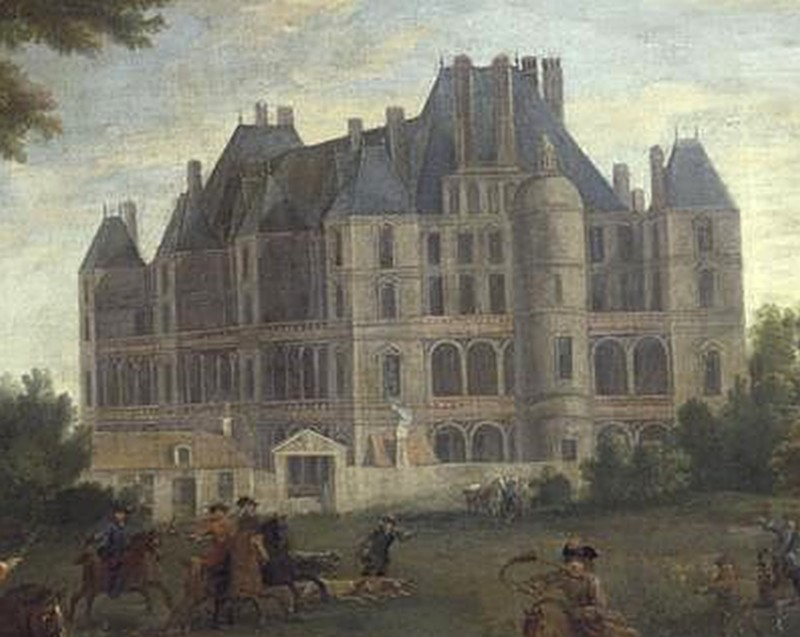
Pierre-Denis Martin: Das Château de Madrid im Bois de Boulogne, um 1722

Bernard wird vom Glück verfolgt. Der Admiral Coligny nimmt den Sohn seines alten Kameraden in seine Reihen auf. Karl IX. schickt dem jungen Mann ein Kornettpatent. Nachdem sich der neue Kornett im Château de Madrid persönlich bei seinem König bedankt hat, rauscht die Gräfin de Turgis an ihm vorüber. Bernard, von der Schönheit dieser jungen Frau sichtlich betroffen, wird von Comminges heftig beiseitegestoßen. Dem jungen Adligen bleibt keine Wahl, und so fordert er den berühmten Fechter zum Zweikampf heraus. Die Gräfin schenkt Bernard ein kleines flaches Goldmedaillon als Amulett. Das Duell findet auf der Seine-Wiese Pré-aux-Clercs statt. In seinem ersten Zweikampf mit Hieb- und Stichwaffen ersticht Bernard den besten Raffiné des Hofes und muss die Strafe des Königs fürchten. Sein Bruder versteckt den verwundeten Sieger. Die alte Marthe Micheli alias Camille – im Bunde mit der Gräfin – versorgt und heilt den Kranken nach den „Regeln der magischen Sympathie“. Bernard de Mergy und Diane de Turgis werden ein Liebespaar, dem Béville eine gute Nachricht überbringen kann. Dank der Fürsprache der Königinmutter wurde der Duellant vom König begnadigt. Bernard mutmaßt, die königliche Gnade habe er der Geliebten zu verdanken. Fortan ist der Degenfechter Bernard bei Hofe so angesehen wie einst Comminges.
Karl IX. zitiert George zu sich und teilt ihm mit, er sähe es gern, wenn der Hauptmann den Admiral erschösse. Der König laviert äußerst geschickt, weiß er doch fast alles, was in Paris vorgeht. Coligny hatte den Hauptmann seines Glaubenswechsels wegen beleidigt. Weil George kein Mörder werden will, wird er postwendend zu seiner Kompanie nach Meaux abkommandiert. Zwei Tage vor der Bartholomäusnacht wird Coligny von einem Schuss aus der Büchse eines gewissen Maurevel tödlich getroffen.
Bernard wird auf der Straße als Protestant von einer Gruppe Pariser Katholiken bedrängt und entgeht dem sicheren Tode nur durch beherztes Eingreifen des wortgewaltigen Paters Lubin, der zufällig vorbeikommt. Bernard hatte unter den Katholiken Baron Vaudreuil erkannt und sich mit ihm gelassenen Tones vor der tätlichen Auseinandersetzung unterhalten. Vaudreuil hatte den Freund gewarnt.

### 24. August 1572, Paris: Die Bartholomäusnacht
Zu Beginn dieses Abschnitts zitiert Mérimée aus Thomas Otways Tragödie Venice Preserv’d (Das gerettete Venedig) (1682): „Der unter uns, der seinen Vater, Bruder oder Freund verschont, verfällt dem Tode.“

François Dubois: Die Bartholomäusnacht, um 1578

Colignys Mörder Maurevel kommt direkt vom König mit einer Liste zu George. Darauf stehen alle Protestanten aus der Rue Saint-Antoine, die umzubringen sind. George macht nicht mit, überträgt das Kommando seinem Kornett, verlässt die Truppe, wird dafür später wegen Befehlsverweigerung inhaftiert und wieder freigelassen. Diane weiß von dem Blutbad in Paris und fleht Bernard an, er möge doch in letzter Minute konvertieren und damit seine Haut retten. Bernard bleibt Protestant.
Auf dem Wege zu seinem Bruder muss George die Gräuel mitansehen. Ketten, über die Straßen gespannt, hindern ihn am Fortkommen. Karl IX. schießt von seinem Fenster aus auf Hugenotten. Dem Hauptmann außer Dienst läuft Béville über den Weg. Béville sieht ungerührt-interessiert zu, wie lebendige und tote Hugenotten von einer Brücke in die Seine geworfen werden. Er weist George auf eine Frau hin, die mit dem Rock an einem Pfeiler hängt und will sich das aus der Nähe anschauen. Diesen Gaffer hatte nun George für einen der ehrenhaftesten Adeligen in Paris gehalten. Béville erzählt, er habe den hugenottischen Wucherer Michael Cornabon in seinem Keller versteckt und sich als Gegenleistung alle seine Schuldscheine quittieren lassen.
Bernard überlebt das Pariser Massaker im Haus der Gräfin Diane, die als strenggläubig gilt. Katholische Prediger fordern von den Gläubigen erhöhte Grausamkeit. Nach zwei Tagen sind 60.000 Hugenotten ermordet. Vergeblich will der König das Gemetzel beenden.

### 1573
Bernard flieht nach La Rochelle, dem Bollwerk der Protestanten, dient dort La Noue als Adjutant, bewahrt den schwerverwundeten katholischen Hauptmann Béville vor der verfrühten Beerdigung und befehligt eine Abteilung Schützen, die auf sein Kommando den Bruder George vom Pferd schießen. Die katholischen Hauptleute Béville und George de Mergy sterben im Lazarett. Bernard trauert um seinen Bruder. Die Weissagung der Zigeunerin Mila in Étampes hat sich erfüllt. Im Sterben hatte George seinem Bruder Bernard von der Frau von Turgis ausgerichtet, sie liebe ihn noch immer. Der Ich-Erzähler überlässt dem Leser die eventuelle Konstruktion eines Happy Ends.

## Kommentar und Rezeption
Mérimées Roman enthält ein umfangreiches Panoptikum historischer und fiktiver Akteure und zeigt damit ein Grundcharakteristikum der historischen Novellistik. Dabei schwankt er zwischen zwei Darstellungsmodi: Manche Charakteristik wird nur im Vorbeigehen und gleichsam verspätet vom Autor akzentuiert. So deklariert sich Béville erst auf dem Sterbelager im letzten Kapitel als jung. Allerdings kann der Leser sein Alter auch schon aus der Überschrift des dritten Kapitels – „Die jungen Höflinge“ – entnehmen. Mitunter charakterisiert der Erzähler seine Figuren aber auch in einem direkten Kommentar – so, wenn er im neunten Kapitel verrät, die Gräfin de Turgis werde in seinem Roman noch eine große Rolle spielen.
Gelegentlich wird die Stimme des anonymen Ich-Erzählers durch weitere Kommentare individualisiert. So erklärt er das Weintrinken der Franzosen: „Tee und Kaffee waren noch nicht üblich.“ Im achten Kapitel – „Gespräch zwischen Leser und Autor“ – dämpft der Autor die Lesererwartung. Vielleicht hat er in jenem Kapitel eine strukturelle Schwäche seines Werks im Visier, dessen aneinandergereihte Episoden den Erzählfluss insgesamt diskontinuierlich-abrupt erscheinen lassen. Aus der Fülle der historischen Ereignisse greift Mérimée manches heraus, erzählt es aber zur Enttäuschung des Lesers nicht immer mit der gleichen Detailfreude zu Ende. So wird zum Beispiel am Schluss des achten Kapitels Charles de Téligny, der Schwiegersohn Colignys, eingeführt und gegen Ende des zehnten Kapitels – betitelt als „Die Jagd“ – eine Episode wiedergegeben, in der Téligny durch eine vorlaute Äußerung beim König in Ungnade fällt. Die Ermordung des Hugenotten Téligny in der Bartholomäusnacht beschreibt der Erzähler jedoch nicht. Er deutet nur an, der König habe die – ihm von einem Höfling hinterbrachte – vorlaute Äußerung des Protestanten nicht vergessen. Ähnliches gilt für den Baron Vaudreuil. Der Baron ist mit den Pariser Sitten und Gebräuchen der sich duellierenden Edelleute bestens bekannt. Er berät und ermahnt Bernard, den unbedarften Ankömmling aus der Provinz. Aber Vaudreuil wird während und nach der Bartholomäusnacht einfach nicht mehr erwähnt.
Vom Atheismus des 19. Jahrhunderts scheint Mérimées Schlusskapitel geprägt, in dem sterbende Krieger den geistlichen Beistand verweigern.

### Selbstzeugnisse
In zwei Briefen an seinen Freund Albert Stapfer äußerte Mérimée eine merkwürdige Distanz zu einem seiner wirkungsmächtigsten Werke:
- 16. Dezember 1828: „Ich mache einen üblen Roman, der mich langweilt.“[7]
- 17. März 1829: „Ich bin böse, daß Du meinen schlechten Roman gekauft hast.“[8]

### Zur Rezeption des Romans in Deutschland
Im Jahre 1833 wird das Werk als gar zu blutrünstig, außerdem als „zu abgerissen und skizzenartig“ empfunden (vgl. die Kritik aus der Allgemeinen Literatur-Zeitung unter Weblinks). In seinem Vorwort zur Neuausgabe des Romans von 1957 lobt Herbert Kühn an Mérimées Erzähltechnik die virtuose Einfügung historischer Personen wie Karl IX. und Colignys in Nebenrollen.

## Deutsche Ausgaben
- Bernard Mergy oder Die Bartholomäusnacht. Historisch-romantisches Gemälde aus dem sechszehnten Jahrhundert. Aus dem Französischen frei übersetzt von Karl von Lützow, Großherzoglich Mecklenburg-Schwerinscher Kammerherr, Ritter des Königlich Preußischen Sankt Johanniter Ordens. Friedrich Vieweg, Braunschweig 1832. Erster Theil: 208 Seiten, Zweiter Theil: 150 Seiten.
- Die Bartholomäus-Nacht, geschichtlicher Roman. Übersetzt von Heinrich Elsner. Verlag Becher & Müller, Stuttgart & Cannstatt 1845.
- Die Bartholomäusnacht. Roman aus dem Jahre 1572. Aus dem Französischen übersetzt von Carola Freiin von Crailsheim und Gertrud Vogel. Paul Franke, Berlin 1920. 292 Seiten.
- Die Bartholomäusnacht. Übertragen von Gertrud Ouckama Knoop. Insel-Verlag, Leipzig 1925. 289 Seiten.
- Die Bartholomäusnacht. Aus dem Französischen übertragen von Alfred Semerau. Nachwort von Maurice Rat. Manesse, Zürich 1942, 375 Seiten.

### Verwendete Ausgabe
- Prosper Mérimée: Die Bartholomäusnacht, übersetzt von Alfred Thierbach, in: Don Juan im Fegefeuer und andere Novellen. Mit einer Einleitung von Herbert Kühn. Dieterich’sche Verlagsbuchhandlung zu Leipzig 1957 (dritte Auflage 1965, Lizenz Rudolf Marx), S. 2–224. (Enthält außerdem die Erzählungen Mateo Falcone. Vision Karls XI. Der Sturm auf die Schanze. Die Perle von Toledo. Die Tricktrackpartie. Der doppelte Irrtum. Don Juan im Fegefeuer. Lokis.)